# 佐藤教郎
佐藤 教郎（さとう のりお、1943年10月30日 - ）は、日本の実業家。日立電線株式会社代表取締役社長や、同社取締役会長、社団法人日本電線工業会会長などを務めた。

## 人物・経歴
山形県長井市出身。1966年山形大学工学部機械工学科卒業、日立電線入社。山形大学硬式野球部出身。日立電線日高工場に34年間勤務し、1996年からは日立電線日高工場長を務めた。1997年日立電線取締役に昇格。2000年日立電線パワーシステムズ代表取締役社長に就任。2002年日立電線常務取締役。2003年から日立電線代表取締役社長を務め、アメリカ合衆国での生産拡大を進めるなどした。2004年日本電線工業会会長。2009年日立電線取締役会長。日本メタル経済研究所理事長、日本経済団体連合会理事なども務めた。